# AEKKEA-Raab
Die S.A. AEKKEA-Raab war ein griechischer Flugzeughersteller, der zwischen 1935 und 1941 Lizenzfertigung von Flugzeugen der Raab Flugzeugbau Gesellschaft und Eigenentwicklungen in Athen fertigte.

## Entwicklung

### Vorgeschichte
Bereits seit 1925 betrieb der englische Flugzeughersteller Blackburn Aeroplane and Motor Company Ltd. im griechischen Phaleron ein Flugzeugwerk im Auftrag Griechenlands. Ausbleibende Aufträge des griechischen Militärs und Meinungsverschiedenheiten über die Rolle des Unternehmens führten Anfang der 1930er Jahre zu Streitigkeiten. Im Rahmen der Ausbauplanung der griechischen Luftstreitkräfte von 1935 beabsichtigte die griechische Regierung eine Übernahme des Flugzeugwerks in Phaleron. Griechenland führte 1935 offizielle Verhandlungen über die Unterstützung Griechenlands beim Betrieb dieses Staatsbetriebs mit England, Frankreich, Italien und Deutschland.
Antonius Raab erfuhr von diesen griechischen Bestrebungen Anfang 1935 anlässlich eines Gesprächs mit dem Chef des Luftstabs der griechischen Luftstreitkräfte Panagiotis Gazis. Obwohl sich die griechische Regierung 1935 mit Blackburn nochmals über den Fortbestand des Werks in Phaleron einigte, übersiedelte Antonius Raab mit einem kleinen Personalstamm der Raab Flugzeugbau Gesellschaft von Riga nach Phaleron.

### Unternehmensgründung
Mit Hilfe griechischer Industrieller gründete Antonius Raab in Piräus am 20. Oktober 1935 die Anonymos Etaireia Kataskevis Kai Ekmetallefseos Aeroplanon (AEKKEA), auch S.A. Aeroplanon Raab genannt. In das Unternehmen brachte Antonius Raab die Lizenzrechte zum Nachbau und zur Weiterentwicklung von Flugzeugmustern der Raab Flugzeugbau Gesellschaft aus Riga ein. Neben einigen wenigen Mitarbeitern aus Raabs kleinem Werkstattbetrieb in Riga bestand die Belegschaft der AEKKEA-Raab hauptsächlich aus griechischem Personal. Der Rüstungskonzern Pyrkal von Prodomos Bdossakis stellte Raab ab 1936 Werkstatträume in einem seiner Athener Werke zur Verfügung. Bis 1937 entstand im Athener Vorort Moschato ein eigenes AEKKEA-Werk.
Neben dem Flugzeugbaubetrieb entstand bei AEKKEA-Raab 1936 unter Leitung von Georgios Pagakis auch ein Konstruktionsbüro, das neben der Weiterentwicklung von Flugzeugentwürfen der Raab Flugzeugbau Gesellschaft ab 1937 auch vollständig neue Konstruktionen entwarf.

### Geschäftsentwicklung
Der neu eingerichtete AEKKEA-Produktionsbetrieb im Pyrkal-Werk nahm bereits 1936 die Fertigung erster Flugzeuge auf. Zur Schulung des griechischen Personals entstanden zunächst Lizenzbauten der in Lettland entwickelten Raab Schwalbe II, Raab Pelikan II und möglicherweise auch der Raab Grasmücke II. Mindestens vier dieser Schulungsbauten wurden in Griechenland zugelassen und mindestens ein Flugzeug wurde nach Palästina verkauft. Eine wirklich großflächige Lizenzfertigung von Raab-Flugzeugentwicklungen aus Riga fand bei AEKKEA allerdings nicht statt.
Bereits im Sommer 1936 beschäftigte sich das Konstruktionsbüro von Georgios Pagakis mit einer AEKKEA-Weiterentwicklung der Raab Tigerschwalbe. Ab 1937 entstanden im Konstruktionsbüro eine Reihe vollständiger Neukonstruktionen als Entwürfe für das griechische Militär. Nachdem die griechischen Luftstreitkräfte allerdings Flugzeugbestellungen bei PZL in Polen und Dornier in Deutschland getätigt hatten, waren diese an den AEKKEA-Entwicklungen nicht mehr interessiert.
Nach dem Wegfall der griechischen Luftstreitkräfte als einzigem potentiellen Kunden für den AEKKEA-Flugzeugbaubetrieb bemühte sich Raab um Kunden im Ausland. Unter anderem bot er die AEKKEA-Weiterentwicklung der AEKKEA-Raab Tigerschwalbe dem türkischen Industriellen Nuri Demirag zum Lizenzbau an. Auch in Jugoslawien verhandelte Raab über eine Lizenzfertigung der AEKKEA Tigerschwalbe. Vermutlich führte Raab 1937 auch mit der Pintsch AG in Wien Verhandlungen zur Lizenzfertigung der AEKKEA-Raab R29/30.

### AEKKEA-Zweigwerk Sabadell in Spanien
Vermutlich kam über den griechischen Pyrkal-Konzern 1937 der Kontakt zur republikanischen Regierung in Spanien zustande, die über das Pariser Büro von George Rosenberg 40 Jagdflugzeuge vom Typ AEKKEA-Raab Tigerschwalbe IV und bis zu 20 Schulflugzeuge vom Typ AEKKEA-Raab R29/30 bestellte.
Auf Grund der 1936 beschlossenen griechischen Nichteinmischungspolitik im spanischen Bürgerkrieg erfolgte im griechischen AEKKEA-Werk lediglich die Fertigung von Flugzeugbaugruppen für diesen Auftrag, die als Einzelteile mit Schiffsladungen nach Frankreich verschifft wurden. Auch die Lieferung französischer Gnome-Motore an das AEKKEA-Werk in Griechenland sollten in einem AEKKEA-Lager in Marseilles zwischengelagert werden. Teilweise wurden für diese verdeckten Lieferungen auch Schiffsladungen nach Mexiko genutzt, die Zwischenstation an der spanischen Küste machten.
Für die Montage der Flugzeuge richtete Antonius Raab im spanischen Sabadell einen Montagebetrieb ein, der aus dem Lager in Frankreich ebenfalls mit verdeckten Schiffsladungen nach Mexiko oder an AEKKEA in Griechenland bei Zwischenstationen an der spanischen Küste beliefert werden sollte. In Sabadell sollen die Zellen von insgesamt 60 Flugzeugen montiert worden sein, die allerdings noch nicht mit den in Frankreich zugekauften Gnome-Motoren und Waffen ausgerüstet waren. Im Herbst 1937 schloss die spanisch-republikanische Regierung auf Forderung sowjetischer Berater das AEKKEA-Werk in Sabadell wegen des Verdachts der Spionage für die Nationalisten und verhaftete das vor Ort tätige griechische Personal einschließlich Antonius Raab. Raab kehrte erst 1938 nach Griechenland zurück.

### AEKKEA-Reparaturbetrieb
Der AEKKEA-Flugzeugbaubetrieb wurde nach Abschluss der Baugruppenfertigung für Spanien bereits 1937 weitgehend eingestellt. Für Athener Flugsportgruppen entstanden noch einzelne AEKKEA-Segelflugzeuge nach Grunau- und Zögling-Plänen als letzte Flugzeuge des Unternehmens. Der AEKKEA-Entwicklungsbetrieb unterstützte noch kurze Zeit Nuri Demirag bei der Entwicklung eines Ausbildungsflugzeugs für die türkische Armee und löste sich danach auf.
Nachdem die griechische Luftwaffe nach ihren Flugzeugbeschaffungen im Ausland kein Interesse mehr an einer eigenen griechischen Flugzeugproduktion zeigte, bezog sie das AEKKEA-Werk ab 1937 in die Instandsetzung seines Flugzeugparks ein. Neben der Herstellung von Flugzeugersatzteilen und dem Betrieb eines Flugzeugreparaturwerks übernahm AEKKEA-Raab vom Pyrkal-Konzern außerdem Fertigungsaufträge für sonstige industrielle Anlagen.
Mit dem deutschen Angriff auf Griechenland am 6. April 1941 kam die AEKKEA-Produktion zum Erliegen. Antonius Raab verließ das Land Richtung Ägypten und Indien. Er gründete erst in den 50er Jahren in Westdeutschland mit der Raab Flugzeugbau GmbH ein weiteres Unternehmen, das allerdings nicht mehr an die Entwicklungen der AEKKEA- oder der Raab-Flugzeugbau Gesellschaft anknüpfte.
Eine Wiederaufnahme des AEKKEA-Betriebs für die deutsche Besatzung fand während des Kriegs nicht statt. Die AEKKEA wurde 1951 endgültig aufgelöst.

## Musterübersicht
Insgesamt wurden bei AEKKEA-Raab in Griechenland zwischen 1936 und 1939 bis zu 11 Flugzeugmuster gefertigt oder entwickelt.
- davon 4 Muster als Entwicklung der Raab Flugzeugbau Gesellschaft mit einer Nachbau- oder Entwicklungslizenz (4 gebaute Flugzeuge)
- davon vier militärische Muster des AEKKEA-Konstruktionsbüros (60 gebaute, aber nicht fertiggestellte Flugzeuge)
- davon 3 Segelflugzeugkonstruktionen nach deutschen Plänen (etwa 50 Flugzeuge)

Insgesamt sind bei AEKKEA-Raab etwa 110–120 Flugzeuge entstanden.
| Bezeichnung                 | Beschreibung                                                                               | Zeitraum | Stückzahl | Bemerkungen                                                                                     |
| --------------------------- | ------------------------------------------------------------------------------------------ | -------- | --------- | ----------------------------------------------------------------------------------------------- |
| Raab Schwalbe II            | zweisitziges kunstflugtaugliches Sportflugzeug mit 135 PS Walter NZ-120 oder Siemens Sh 14 | 1936     | 3         | Baulizenz Raab Flugzeugbau Gesellschaft Riga                                                    |
| Raab Pelikan II             | zweisitziges Schulflugzeug                                                                 | 1936     | 1         | Baulizenz Raab Flugzeugbau Gesellschaft Riga                                                    |
| Raab Grasmücke II           | zweisitziges Leichtsportflugzeug                                                           | 1934     | –         | Baulizenz Raab Flugzeugbau Gesellschaft Riga vermutlich nicht gebaut                            |
| AEKKEA-Raab Tigerschwalbe V | zweisitziges Jagd- und Schulflugzeug mit 350 PS Gnome-Rhône-Motor                          | 1936     | –         | Weiterentwicklung Raab Tigerschwalbe IV weiterentwickelt als AEKKEA-Raab R26-V                  |
| AEKKEA-Raab R26-V           | einsitziges Jagdflugzeug mit 550 PS Gnome-Rhône-Motor                                      | 1937     | 40        | Entwurf Pagakis Montage in Sabadell nicht abgeschlossen                                         |
| AEKKEA-Raab R27             | zweisitziges Aufklärungsflugzeug mit 760 PS Hispano-Suiza HS12Y                            | 1937     | –         | Weiterentwicklung Raab R25/34 nicht gebaut                                                      |
| AEKKEA-Raab R29/30          | einsitziger Ausbildungs-Hochdecker mit 300 PS Fairchild Ranger-V770-Motor                  | 1937     | 20        | Entwurf Pagakis Prototyp 1937 in Griechenland geflogen? Montage in Sabadell nicht abgeschlossen |
| AEKKEA-Raab R52             | Transport- und Bombenflugzeug                                                              | 1937     | –         | Entwurf Pagakis nicht gebaut                                                                    |
| AEKKEA-Raab Zögling         | Übungssegelflugzeug                                                                        | 1938     | 30–35     | Nachbau nach Plänen R.R.G. Zögling                                                              |
| AEKKEA-Raab Grunau Baby II  | Segelflugzeug                                                                              | 1939     | 4         | Nachbau nach Grunau-Baby-Plänen überarbeitet von Pagakis                                        |
| AEKKEA-Raab Grüne Post      | Segelflugzeug                                                                              | 1939     | 4–6       | Nachbau Grüne Post                                                                              |